# Management by Perkele
Management by Perkele is een Zweedse uitdrukking voor een Finse leiderschapaanpak. In deze aanpak worden beslissingen snel genomen in tegenstelling tot het langdurig analyseren van alle verschillende mogelijkheden en standpunten vooraleer werkelijk een beslissing te nemen. Deze aanpak is in het bijzonder in contrast met de Zweedse manier van consensus, waar de manager ervoor zorgt dat ieders standpunt gehoord is voor de beslissing te nemen.
De naam is afgeleid van de bekende Finse vloek "perkele".